# Kościół katolicki obrządku syryjskiego
Kościół katolicki obrządku syryjskiego – jeden z katolickich Kościołów wschodnich, działający na obszarze Syrii, Iraku, Libanu, Jordanii i Izraela oraz wśród diaspory syryjskiej.

## Historia
Kościół powstał w VI wieku w Syrii, głównie za sprawą biskupa Edessy Jakuba Baradeusza (aram. burd'ono - „w łachmanach”, od jego imienia pochodzi potoczna nazwa Kościół jakobicki) i za poparciem cesarzowej bizantyjskiej Teodory. Wędrując po Syrii w przebraniu żebraka Jakub Baradeusz własnym wysiłkiem stworzył organizację kościoła, konsekrując 27 biskupów i setki księży. Organizacja ta pozwoliła jakobitom przetrwać prześladowania ze strony władz bizantyjskich w VI i w VII wieku, najazd krzyżowców w XI wieku, masakrę dokonaną przez Tamerlana około 1400, ucisk osmański, masakrę 25 tysięcy Syryjczyków w południowej Turcji w latach 1895–1896, rzeź 90 tysięcy Syryjczyków w 1915 i wreszcie powstanie Kurdów w latach 1925–1926. W szczytowym okresie swego rozwoju (XIV wiek) Kościół jakobicki liczył 20 metropolii i 103 diecezje, sięgające na wschód do Afganistanu. Są również dowody istnienia skupisk wiernych tego kościoła w Turkiestanie i w Sinciangu. Charakterystyczną cechą hierarchii duchownej Kościoła jakobickiego był dualizm władzy - w zachodniej Syrii biskupi podlegali patriarsze, a na terenach Persji i dalej na wschód – mafrianowi (metropolicie z uprawnieniami patriarchy).
Próby unii z Rzymem podejmowano w Kościele jakobickim od XVII wieku. Na początku XVIII wieku biskup Aleppo wraz z grupą wiernych nawiązał unię z Rzymem. Od tego czasu istnieje unicki katolicki Kościół jakobicki, którego patriarcha rezyduje w Bejrucie. Kościół nie używa nazwy „jakobicki”, ponieważ została ona nadana przez bizantyjskich przeciwników tego Kościoła i sugeruje, że nie jest to Kościół założony przez Apostołów.
Obecnie głową Kościoła syryjskiego jest Ignacy Józef III Younan, wybrany 20 stycznia 2009 patriarchą Antiochii.